# Olivia Nobs
Olivia Nobs, född den 18 november 1982 i La Chaux-de-Fonds, är en schweizisk snowboardåkare. Nobs fick ett silver vid världsmästerskapen i snowboardcross i Gangwon i Sydkorea 2009. Hennes första deltagande i de olympiska vinterspelen var 2006, även om hon då inte tog sig vidare från kvalet. Vid Olympiska vinterspelen 2010 fick Nobs brons i damernas snowboardcross.